# Station Louhossoa
Station Louhossoa was een spoorwegstation in de Franse gemeente Louhossoa.